# Benthodesmus tenuis
Benthodesmus tenuis és una espècie de peix pertanyent a la família dels triquiúrids.

## Descripció
- Pot arribar a fer 230 cm de llargària màxima (normalment, en fa 50).
- Cos platejat amb les mandíbules i l'opercle negrosos.
- L'interior de la boca i de les cavitats branquials és de color negre.
- 38-42 espines i 78-89 radis tous a l'aleta dorsal i 2 espines i 69-76 radis tous a l'anal.
- 122-132 vèrtebres.[3]

## Depredadors
Al Japó és depredat per Galeus nipponensis.

## Hàbitat
És un peix marí i bentopelàgic que viu entre 200 i 850 m de fondària (45°N-36°S, 172°W-175°E) sobre el talús continental. Els joves són mesopelàgics.

## Distribució geogràfica
Es troba a l'Atlàntic occidental (el Canadà -incloent-hi la Colúmbia Britànica-, el cap Hatteras, el golf de Mèxic, Surinam i el sud del Brasil), l'Atlàntic oriental (des del golf de Guinea fins a Angola), l'Índic occidental (davant les costes de KwaZulu-Natal -Sud-àfrica-), el Pacífic occidental (el Japó -incloent-hi les illes Ryukyu-, el Vietnam i el mar de Sulu) i l'Índic (el sud de l'Java -Indonèsia-).

## Observacions
És inofensiu per als humans.